# Peacock (Familienname)
Peacock ist ein englischer Familienname.

## Namensträger
- Alan Peacock (Fußballspieler) (* 1937), englischer Fußballspieler
- Alan T. Peacock (1922–2014), britischer Volkswirt
- Alexander Peacock (1861–1933), australischer Politiker, Minister und Premierminister von Victoria
- Andrew Peacock (1939–2021), australischer Politiker und Außenminister
- Annette Peacock (* 1941), US-amerikanische Musikerin
- Bailey Peacock-Farrell (* 1996), nordirischer Fußballtorhüter
- Bertie Peacock (1928–2004), nordirischer Fußballspieler und -trainer
- Burnie Peacock (1921–1997), US-amerikanischer R&B- und Jazzmusiker
- Christopher Peacock (* vor 1989), US-amerikanischer Pianist
- Craig Peacock (* 1988), britischer Eishockeyspieler
- Cyril Peacock (1928–1992), englischer Bahnradsportler
- Daniel Peacock (* 1958), britischer ehemaliger Schauspieler, Synchronsprecher, Drehbuchautor, Filmregisseur und Filmproduzent
- Darren Peacock (* 1968), englischer Fußballspieler
- David Peacock (1939–2015), britischer Klassischer Archäologe
- Dylan Peacock (* 2001), gibraltarischer Fußballspieler
- Ethel Peacock (* um 1925), australische Badmintonspielerin
- Eulace Peacock (1914–1996), US-amerikanischer Leichtathlet
- Fred Peacock (1916–2010), kanadischer Politiker
- Gary Peacock (1935–2020), US-amerikanischer Jazz-Bassist
- George Peacock (1791–1858), britischer Mathematiker
- Graham Peacock (* 1945), britischer Künstler
- Hamish Peacock (* 1990), australischer Speerwerfer
- Harry Peacock (Rugbyspieler) (1909–1996), walisischer Rugbyspieler
- Harry Peacock (Schauspieler) (* 1978), britischer Schauspieler, Synchronsprecher und Komiker
- Irene Peacock (1892–1978), südafrikanische Tennisspielerin
- Jamie Peacock (* 1977), englischer Rugby-League-Spieler
- John Peacock (Fußballspieler) (* 1956), englischer Fußballspieler und -trainer
- John Peacock (Tennisspieler), neuseeländischer Tennisspieler
- John A. Peacock (* 1956), britischer Astronom
- Kenneth Peacock (1922–2000), kanadischer Musikwissenschaftler, Komponist und Pianist
- Kenneth Peacock (Rennfahrer) (1902–1968), britischer Autorennfahrer
- Kim Peacock (1901–1966), britischer Schauspieler, Hörspielsprecher und Drehbuchautor
- Martin A. Peacock (1898–1950), britisch-kanadischer Mineraloge
- Millie Peacock (1870–1948), australische erste weibliche Abgeordnete
- Peter Peacock (* 1952), schottischer Politiker
- Peter Peacock (1564–1617), niederländischer Mediziner und Botaniker, siehe Peter Pauw
- Richard Peacock (1820–1889), britischer Ingenieur und Parlamentsabgeordneter
- Shane Peacock (* 1973), kanadischer Eishockeyspieler
- Stephanie Peacock (* 1986), britische Abgeordnete
- Thomas Love Peacock (1785–1866), britischer Satiriker
- Thomas Bevill Peacock (1812–1882), britischer Kardiologe
- Trevor Peacock (1931–2021), britischer Schauspieler, Theaterschaffender, Drehbuchautor und Songwriter
- Tyke Peacock (* 1961), US-amerikanischer Hochspringer
- William Peacock (1891–1948), britischer Wasserballspieler
- Zachery Peacock (* 1987), US-amerikanischer Basketballspieler